# Mika Kaurismäki

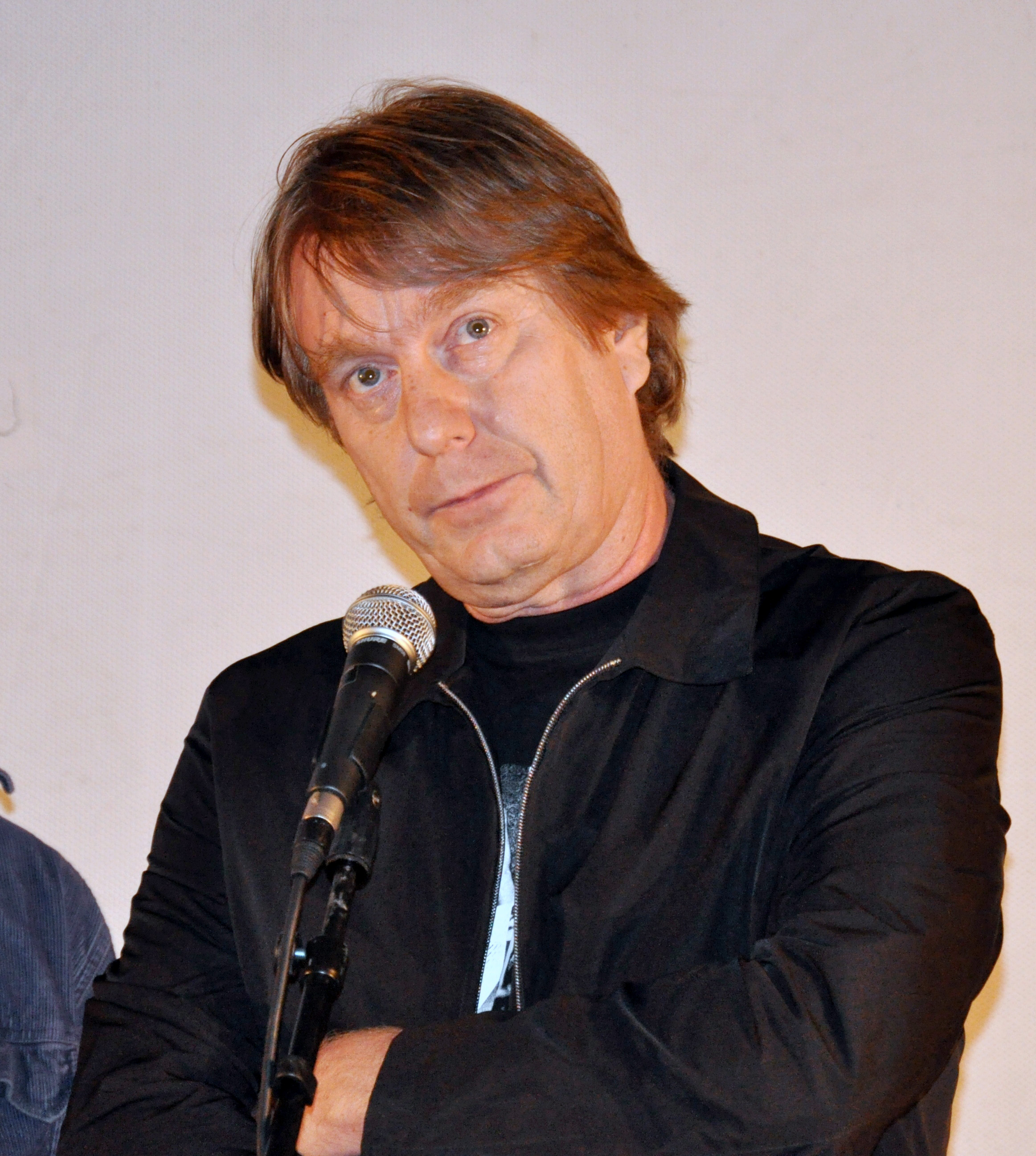
Mika Kaurismäki (2009)

Mika Kaurismäki (Orimattila, 21 settembre 1955) è un regista cinematografico, sceneggiatore, produttore cinematografico e attore finlandese.

## Biografia
È il fratello maggiore del regista Aki Kaurismäki.
Mika Kaurismäki ha vissuto a lungo in Brasile realizzando diversi film incentrati sul Brasile e sulla cultura brasiliana, come Amazon, Tigrero - Elokuva, joka ei valmistunut, Sambolico, Rytme (episodio del film collettivo Danske piger viser alt), Moro no Brasil e Brasileirinho, dedicato allo Choro, un genere musicale brasiliano.
Nel 2009 realizza The House of Branching Love - La casa degli amori stabili, commedia noir che racconta le vicissitudini familiari di una famiglia allargata.
Ha girato film in inglese, finlandese, italiano e in portoghese.

## Vita privata
Ha una figlia, Maria.

## Filmografia

### Regista

#### Cortometraggi
- Wilde Witwe (1979)
- Jackpot 2 (1982)
- Sambolico (1996)

#### Documentari
- La sindrome del lago Saimaa (Saimaa-ilmiö), co-regia con Aki Kaurismäki (1981)
- Tigrero - Elokuva, joka ei valmistunut (1994)
- Manha De Domingo, episodio del film Moro no Brasil (2002)
- Bem-Vindo a São Paulo (2004)
- Brasileirinho (2005)
- Sonic Mirror (2008)
- The Sound of Glarus (2009)
- Malê Debalê (2009)
- Vesku (2010)
- Mama Africa (2011)
- Ryhmäteatteri (2018)

#### Lungometraggi
- Valehtelija (1981)
- I senza valore (Arvottomat) (1982)
- Klaani - tarina Sammakoitten suvusta (1984)
- Rosso (1985)
- Napoli-Berlino, un taxi nella notte (Helsinki Napoli - All night long) (1988)
- Cha cha cha (1989)
- Paperitähti (1989)
- Amazon (1990)
- Zombie ja Kummitusjuna (1991)
- The Last Border - viimeisellä rajalla (1993)
- L'unica via d'uscita (Condition Red) (1995)
- Rytme, episodio del film Danske piger viser alt (1996)
- Los Angeles senza meta (L.A. Without a Map) (1998)
- Highway Society (2000)
- Honey Baby (2003)
- Kolme viisasta miestä (2008)
- The House of Branching Love - La casa degli amori stabili (Haarautuvan rakkauden talo) (2009)
- Veljekset (2011)
- Tie pohjoiseen (2012)
- The Girl King (2015)
- Elämältä kaiken sain (2015)
- Mestari Cheng (2019)

#### Televisione
- Yötyö –  film TV (1988)